# Рамос, Франциско Ксавьер
Франциско Ксавьер Рамос-и-Альбертос (исп. Francisco Javier Ramos y Albertos; 30 марта 1746, Мадрид — 11 октября 1817, там же) — испанский художник, придворный художник короля Карла IV Испанского, президент Мадридской Академии Художеств.

## Биография
Франциско Ксавьер Рамос родился в Мадриде 30 марта 1746 года. В очень молодом возрасте он начал изучать живопись под руководством Фра Бартоломео де Сан-Антонио. Получив стипендию от короля Карла III, чтобы продолжить учебу в Риме, он покинул Мадрид 27 января 1777 года в сопровождении своего ментора Антона Рафаэля Менгса и четырех молодых испанских художников с намерением завершить свое обучение. После смерти Менгса (1779), Рамосу  покровительствовал Хосе Николас де Асара, испанский посол в Риме и ценитель искусства. По заказу Асары, Рамос украсил росписями одно из помещений Дворца Испании  в Риме.
В Риме Рамос также исполнил несколько картин, среди которых лучшими можно признать парные картины «Ганимед с Зевсом в образе орла» и «Геба с Зевсом в образе орла», которые были сразу же приобретены у художника русским князем Николаем Борисовичем Юсуповым, и доныне являются украшением коллекции музея-усадьбы Юсуповых «Архангельское».
В 1787 году, ещё находясь в Риме, Рамос получил королевский указ, которым ему присваивалось придворное звание испанского камергера с окладом 15 000 реалов в год. Этот указ также обязывал его преподавать искусство живописи в мадридской Королевской академии  изящных искусств Сан-Фернандо назначенным ему ученикам. Следом за указом, граф Флоридабланка послал Рамосу требование без задержек прибыть в Испанию. По возвращении в Мадрид в 1788 году, Рамос был незамедлительно назначен действительным членом Академии, в 1794 году — вице-президентом по отделению живописи,  а в 1812 году — президентом. Занимая эти должности, Франциско Рамос несколько осовременил систему преподавания.
Параллельно, Франциско Рамос продолжал весьма плодотворную деятельность живописца. По заказу фаворита короля, Мануэля Годоя, он исполнил несколько портретов, включая портрет швейцарского педагога Песталоцци; создал религиозные картины для украшения нескольких крупных храмов и монастырей. Некоторые из выполненных художником религиозных картин были отправлены в испанские владения за океаном — в Мексику.
Во время Пиренейской войны материальное положение художника сильно ухудшилось. Он скончался в Мадриде 11 октября 1817 года, вскоре после отставки с должности президента Академии.

## Галерея

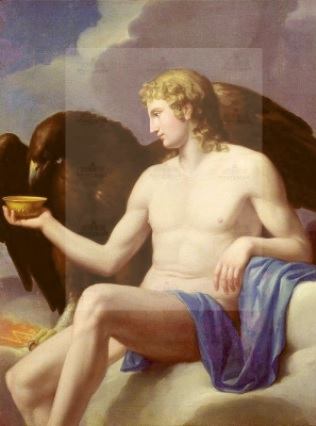
Ганимед с Зевсом в образе орла. музей-усадьба «Архангельское».
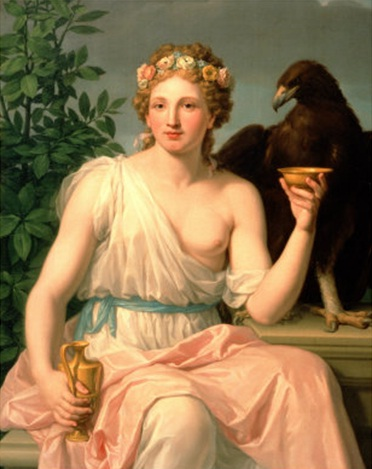
Геба с Зевсом в образе орла. музей-усадьба «Архангельское».
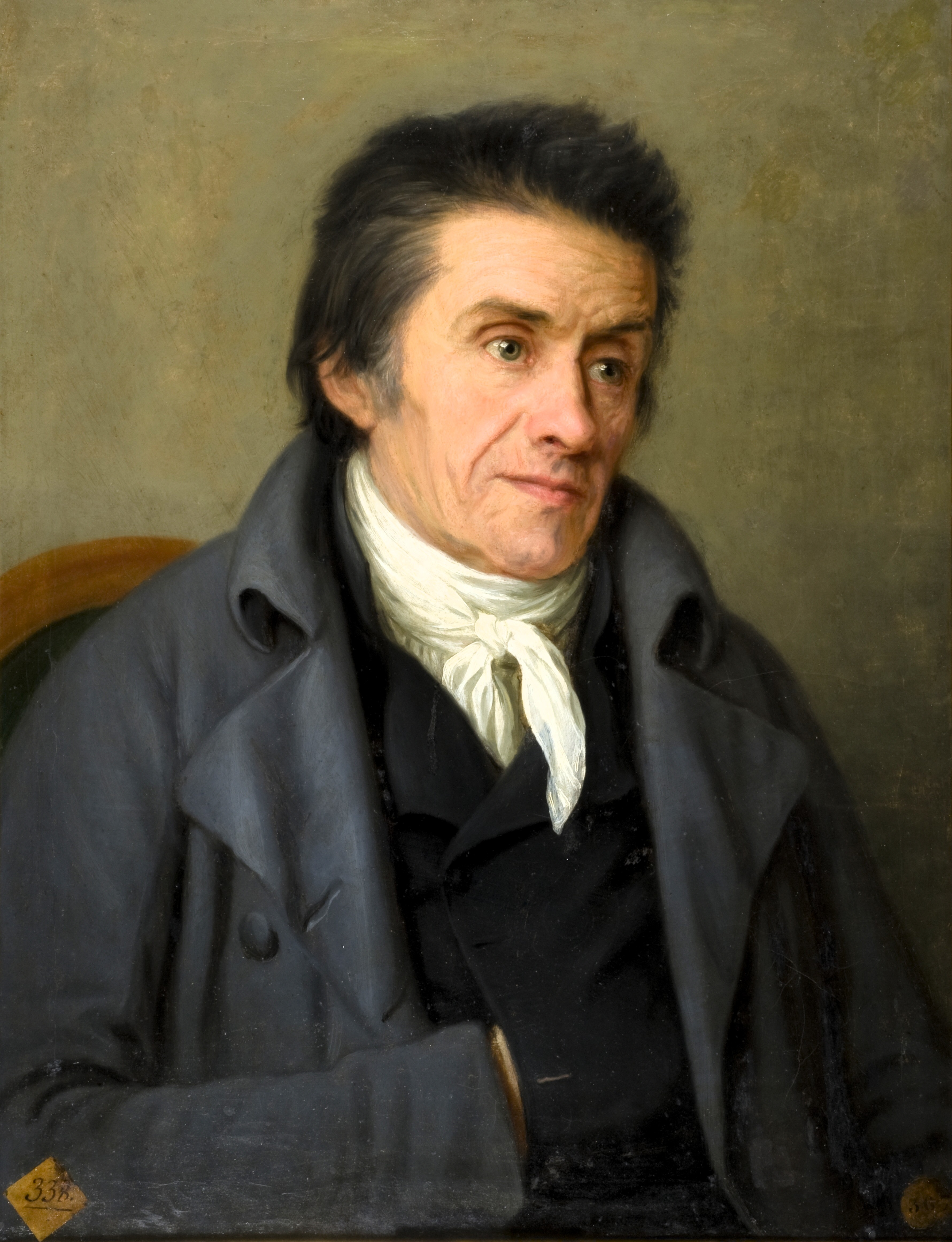
Портрет швейцарского педагога Иоганна Генриха Песталоцци. Коллекция Королевской академии изящных искусств Сан-Фернандо, Мадрид.